# 富士見パークウェイ
富士見パークウェイ（ふじみパークウェイ）とは、静岡県伊豆の国市の北部韮山地区を通っている、かつての有料道路の名称。無料開放された現在でも通称としてこの名称が用いられている。

## 概要
伊豆の国市の韮山地区（旧・韮山町）の東部山側、玄岳の西側山麓を横断する形で、伊豆スカイラインの「韮山峠IC」と、旧・韮山代官所に程近い「富士見パークウェイ入り口」交差点をつないでいる。大部分が現・伊豆の国市の「韮山多田」地区を通っている。
「富士見パークウェイ入り口」交差点より西方は、いちご狩り農園が立ち並ぶ、韮山地区中心部の北側を横断する主要道路（いちご街道）となり、そのまま西方へ進むと、県道134号（静浦港韮山停車場線）に接続する。
元々は日本通運（日通）系の企業が、山の中腹の「伊豆富士見ランド」と共に造成したものであり、1966年（昭和41年）4月1日から有料道路として供用が開始された。2003年（平成15年）4月1日に当時の韮山町へと移管され、無料開放された。

## 周辺
富士見パークウェイの北側にはゴルフ場「富士箱根カントリークラブ」があり、その両脇には「伊豆エメラルドタウン」と「小松ケ原別荘地」という2つの別荘地が広がっている。
南側は日本通運（日通）の敷地であり、「伊豆富士見ランド」の跡地は「日通伊豆研修センター」として活用され、そこから少し下った西方には、日通不動産が管理する別荘地「富士見ニュータウン」が広がっている。

## 沿革
- 1966年（昭和41年）4月1日 - 有料道路として供用開始。
- 2003年（平成15年）4月1日 - 当時の韮山町へと移管され、無料開放。
- 2005年（平成17年）4月1日 - 伊豆の国市が発足。